# Paul Visser
Paul Visser (* 19. Jahrhundert; † 12. Juli 1888) war ein Nama, der kurzzeitig durch Tötung von Moses Witbooi (ǀGâbeb ǃA-ǁîmabKlicklaut) zum – umstrittenen – Kaptein der Nama-Witbooi wurde.
Visser töte Witbooi am 22. Februar 1888 im Zuge von Stammesfehden. Visser rief den Ort Hornkranz, fast 200 Kilometer nördlich der bisherigen Siedlung Gibeon, als neuen Sitz der Witbooi aus und ernannte sich zum Kaptein des Groß-Namalandes. Dort stellte ihn Hendrik Witbooi, der Sohn von Moses, am 12. Juli 1888 zum Kampf und tötete ihn.